# Ходасевич, Людмила Сергеевна
Людми́ла Серге́евна Ходасе́вич (род. 7 апреля 1959) — советская и украинская легкоатлетка, специалистка по барьерному бегу. Выступала за сборные СССР и Украины по лёгкой атлетике в конце 1980-х — начале 1990-х годов, обладательница бронзовой медали Игр доброй воли в Сиэтле, многократная призёрка первенств всесоюзного и республиканского значения.

## Биография
Людмила Ходасевич родилась 7 апреля 1959 года. Занималась лёгкой атлетикой в Днепропетровске, представляла Украинскую ССР и физкультурно-спортивное общество профсоюзов.
Первого серьёзного успеха на всесоюзном уровне добилась в сезоне 1989 года, когда на чемпионате СССР в Горьком с украинской командой выиграла бронзовую медаль в зачёте эстафеты 4 × 400 метров.
В 1990 году в беге на 400 метров с барьерами одержала победу на соревнованиях в Сочи, была третьей на Мемориале братьев Знаменских в Москве и второй на международном старте в Ростоке. На чемпионате СССР в Киеве с результатом 55,99 завоевала серебряную награду, уступив на финише только минчанке Татьяне Ледовской. Благодаря этому успешному выступлению удостоилась права защищать честь страны на Играх доброй воли в Сиэтле — здесь в 400-метровом барьерном беге показала время 57,33, став бронзовой призёркой.
В июле 1992 года на международном старте в австрийском Швехате установила свой личный рекорд в беге на 400 метров с барьерами — 55,60.
После распада Советского Союза Ходасевич ещё в течение некоторого времени оставалась действующей спортсменкой и продолжала принимать участие в различных легкоатлетических соревнованиях. Так, в 1992 и 1994 годах она дважды становилась чемпионкой Украины в барьерном беге на 400 метров, также в 1994 году представляла украинскую сборную на международном турнире в Кракове, где превзошла всех соперниц.